# Священная лига (1684)
Священная лига (1684) — союз, основанный папой Иннокентием XI в 1684 году. Состояла из Священной Римской империи, Венецианской республики и Речи Посполитой. Позднее в 1686 году к лиге присоединилось Русское царство. Альянс противостоял Османской империи в Великой Турецкой войне и прекратил своё существование после заключения Карловицкого мира в 1699 году.